# Megaselia apodicraea
Megaselia apodicraea är en tvåvingeart som beskrevs av Borgmeier 1971. Megaselia apodicraea ingår i släktet Megaselia och familjen puckelflugor. Inga underarter finns listade i Catalogue of Life.